# 玉山 (台湾)

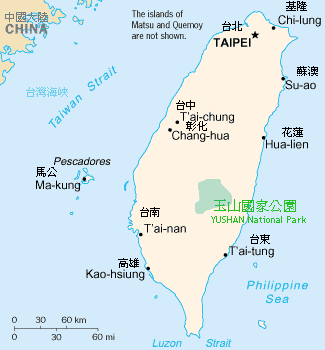
玉山国家公園の位置

玉山（ぎょくさん拼音: Yù Shān、ウェード式：Yü Shan）は、台湾島にある山である。台湾最高峰であり、東アジア最高峰とも言われる。標高は3,952m。旧称は新高山（にいたかやま）、モリソン山（Mount Morrison）。ツォウ語でパトゥンクオヌ、英語でMount Jade。台湾島のほぼ中央部に位置する。日本統治時代には日本の最高峰でもあった。周囲は台湾自然生態保護区となっている。また1985年4月6日には玉山を中心とした約10万haの範囲が玉山国家公園に指定されている。

## 歴史
台湾原住民のツォウ族の言語ツォウ語では「パトゥンクオヌ（patungkuonʉ）」 、ブヌン語では「Saviah, Savih」、カナカナブ語では「Tanungu'incu」と呼ぶ。清代初期の文書によれば「八通関山（パットンカンの音訳）」、「雪山」と呼んでいた。欧米では、商船主・モリソン（W. Morrison）が報告したことから「モリソン山」と呼ばれた。
1895年（明治28年）に日本統治下となっても暫くはモリソン山と呼ばれたが、1897年（明治30年）6月28日、富士山よりも高い「新しい日本最高峰」の意味で、明治天皇により新高山（）と名付けられ、同年7月6日に告示された。しかし皮肉にも、台湾で最も遅くまで日本に抵抗したのは、新高山の周囲に住むブヌン族の「郡蕃」と呼ばれる一群であり、新高山南面の荖濃渓上流部は1933年になってようやく日本の実質統治下に入ったが、1932年には南方の大関山駐在所が襲撃され、日本人警察官3名が殺害された（大関山事件）。
1934年には、東方の楽楽渓上流部で、日本人警察官が殺害された（玉里事件）。また1941年には、遥か南方の北絲鬮渓畔の駐在所が襲われ、日本人警察官ら3名が殺害された「内本鹿事件」が発生するなど、新高山周辺では終戦に至るまで、日本人側からは「蕃害」と呼ばれたブヌン族による抵抗運動が多発した。
富士山の標高3,776 mよりも高いことから、大日本帝国の台湾領有期には日本一標高の高い山として知られ、大日本帝国の学校でも「日本一の山」として教えられていた。また1937年には「新高阿里山国立公園」として、大日本帝国の国立公園に指定されていた。
1941年（昭和16年）12月2日に発令された日米開戦の日時を告げる、大日本帝国海軍の暗号電文『新高山登レ一二〇八』の「新高山」は、当山のことである。
第二次世界大戦に日本が敗戦し、台湾の領有権が中華民国に移る際に、現在の名前に戻された。その後は「重要な軍事拠点」とされ、入山には中華民国政府の許可が必要であった。なお民主化以降も、一部の観光地を除いた地区の入山には許可が必要である。しかしこれは自然保護の観点からであり、事前に申請を行えば、民主化以前に比べれば容易に入山することができ、観光ツアーもある。この入山制限は1999年から現在まで変わらず1日200人程度である。
2014年2月7日、中華民国山岳協会と日本富士山協会によって、玉山と富士山の友好山提携が締結された。

## 入山規制
入山規制は以下の通り。
- 登山日の1か月前までに事前申請が必要。
- 山小屋宿泊の予約が必須で抽選となる（抽選倍率は平均約8倍）。
- 登山当日は、登山口にある派出所に入山証の提出が必要。
- 登山口の管理事務所でも本人確認が求められる。

事前申請なしで入山した場合、罰金および1年間の域内立ち入り禁止の懲罰が課せられる。

## 登頂
1900年4月11日、日本の人類学者鳥居龍蔵が台湾調査の傍ら、登頂に成功した。異説はあるが、これ以前に登頂を達成した人物がいることを示す文献はない。

## 標高
標高は公式には3,952mとされるが、1995年と1999年の衛星測量では、ともに3,978mと計測されている。また、日本統治時代は3,950mとされていた。3,997mと計測されたこともある（1957年、アメリカ遠東陸軍製図局による計測）。朝鮮半島の白頭山（2,744m）や中国大陸東部の太白山（3,767m）より高く、中国西部やモンゴルを中央アジアとする立場から「東アジア最高峰」と言われる場合もあるが「中国最高峰」は誤りである。

## アクセス
かつて玉山へつながる道は、清代に作られた八通関古道、日本統治時代に理蕃政策の一環として作られた八通関越横断道路などの細い山道しかなかったが、1991年に台湾中南部を玉山国家公園内を横断する新中部横貫公路が開通すると、交通の便は飛躍的に向上した。

## ギャラリー
- 雪を頂く玉山 2月上旬
- 主峰の山頂部
- 山頂標と三角点
- 5月の早朝の山頂
- 日本統治時代の祠
- 台湾行啓記念切手、1923年発行
- 玉山を題材にした水墨画。那須雅城『新高』、1929年

## 紙幣、切手に描かれている玉山
紙幣　玉山は台湾1,000元紙幣に玉山北峰からの風景と帝雉が描かれている。
- 民国88年製（1999年発行2007年流通停止）
- 民国93年製（2004年発行、偽造防止強化）

切手
- 大正12年（1923年4月16日）台湾総督府発行　皇太子台湾訪問記念切手 新高山 1銭5厘（黄色）3銭（黒色）
- 民国90年（2001年3月8日）特421臺灣山岳郵票　玉山主峰、玉山西峰（各5元/300万枚）、玉山北峰（12元/250万枚）、玉山東峰（25元/250万枚）[7]